# Tsévié
Tsévié er en by i det sydlige Togo, beliggende cirka 30 kilometer nord for hovedstaden Lomé. Byen har (pr. 2008) et indbyggertal på cirka 62.000. 
Den togolesiske regering har planer om, at Togos næste internationale lufthavn skal ligge nær Tsévie. Projektet ventes iflg. den togolesiske regering at starte i 2020.